# Chrysolina oricalcia
Chrysolina oricalcia (лат.) — вид жуков из подсемейства хризомелин (Chrysomelinae) семейства листоедов. Распространён в Европе: юго-восточная Англия, восточная Франция, Италия, Балканы, юг Скандинавского полуострова, Центральная Европа и Украина.

## Описание
Длина тела 6,5—8,5 мм. Блестящие металлически синие или чёрные с синеватым или бронзовым отливом.
Жуки питаются пыльцой и на листьях различных зонтичных (сныть обыкновенная, купырь лесной, бутень золотой, вёх, болиголов пятнистый, борщевик обыкновенный, торилис японский). Личинки питаются листьями купыря лесного и некоторых других видов зонтичных.

## Синонимы
В синонимику вида входят следующие биномены:
- Chrysolina austriaca Olivier, 1790[6]
- Chrysolina bicolor Gabriel, 1902[6]
- Chrysomela bulgarensis Schrank, 1781[7]
- Chrysolina bulgarnensis Bedel, 1892[6]
- Chrysolina dieneri Merkl, 1897[6]
- Chrysolina hobsoni Stephens, 1831[6]
- Chrysolina incrassata Marsham, 1802[6]
- Chrysolina laevicollis Olivier, 1790[6]
- Chrysolina lamina Fabricius, 1792[6]
- Chrysomela oricalcia Müller, 1776[8][7]
- Chrysolina oricalcea auct.[7]
- Chrysolina orichalcea Gmelin, 1790[6]
- Chrysolina olivacea Schaller, 1783 nec Suffrian, 1851[1]